# ژان-دانیل کالادن
 ژان-دانیل کالادن (انگلیسی: Jean-Daniel Colladon؛ زاده ۱۵ دسامبر ۱۸۰۲ - درگذشته ۳۰ ژوئن ۱۸۹۳) یک فیزیک‌دان اهل سوئیس بود.